# 13808 Davewilliams
13808 Davewilliams (1998 XG24) là một tiểu hành tinh vành đai chính được phát hiện ngày 11 tháng 12 năm 1998 bởi Spacewatch ở Kitt Peak.